# Crocus nudiflorus
Espèce
Classification phylogénétique
Crocus nudiflorus, le Crocus à fleurs nues ou Crocus d'automne, est une plante vivace de la famille des iridacées. Il se caractérise, comme l'indique son nom, par le fait que les fleurs apparaissent en automne et les feuilles seulement au printemps.

## Description
C'est une plante de 10 à 20 cm, glabre, à petit corme globuleux. Elle se multiplie au printemps par de nombreux stolons – ce qui fait qu'elle forme des tapis lâches et pas des touffes comme les autres crocus.

## Caractéristiques
- Organes reproducteurs :

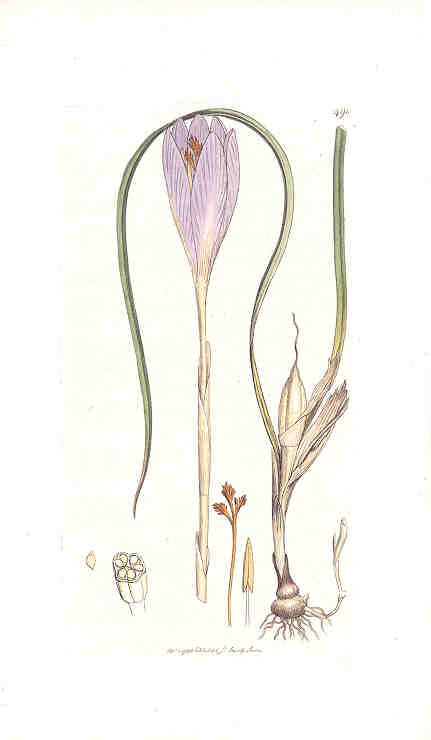
Crocus à fleurs nues

  - Type d'inflorescence : fleur solitaire terminale, entièrement bleue - violette, grande, sortant d'une spathe univalve
  - Répartition des sexes :  hermaphrodite
  - Type de pollinisation :  entomogame
  - Période de floraison : octobre à décembre
- Graine :
  - Type de fruit :  capsule
  - Mode de dissémination :  barochore
- Habitat et répartition :
  - Habitat type : prairies et pâturages
  - Aire de répartition : de la chaîne des Pyrénées et du Sud-Ouest de la France, jusque dans la Lozère, l'Aveyron, le Lot et la Dordogne, ainsi que l'Espagne.

Données d'après : Julve, Ph., 1998 ff. - Baseflor. Index botanique, écologique et chorologique de la flore de France. Version : 23 avril 2004.

## Galerie

Crocus nudiflorus
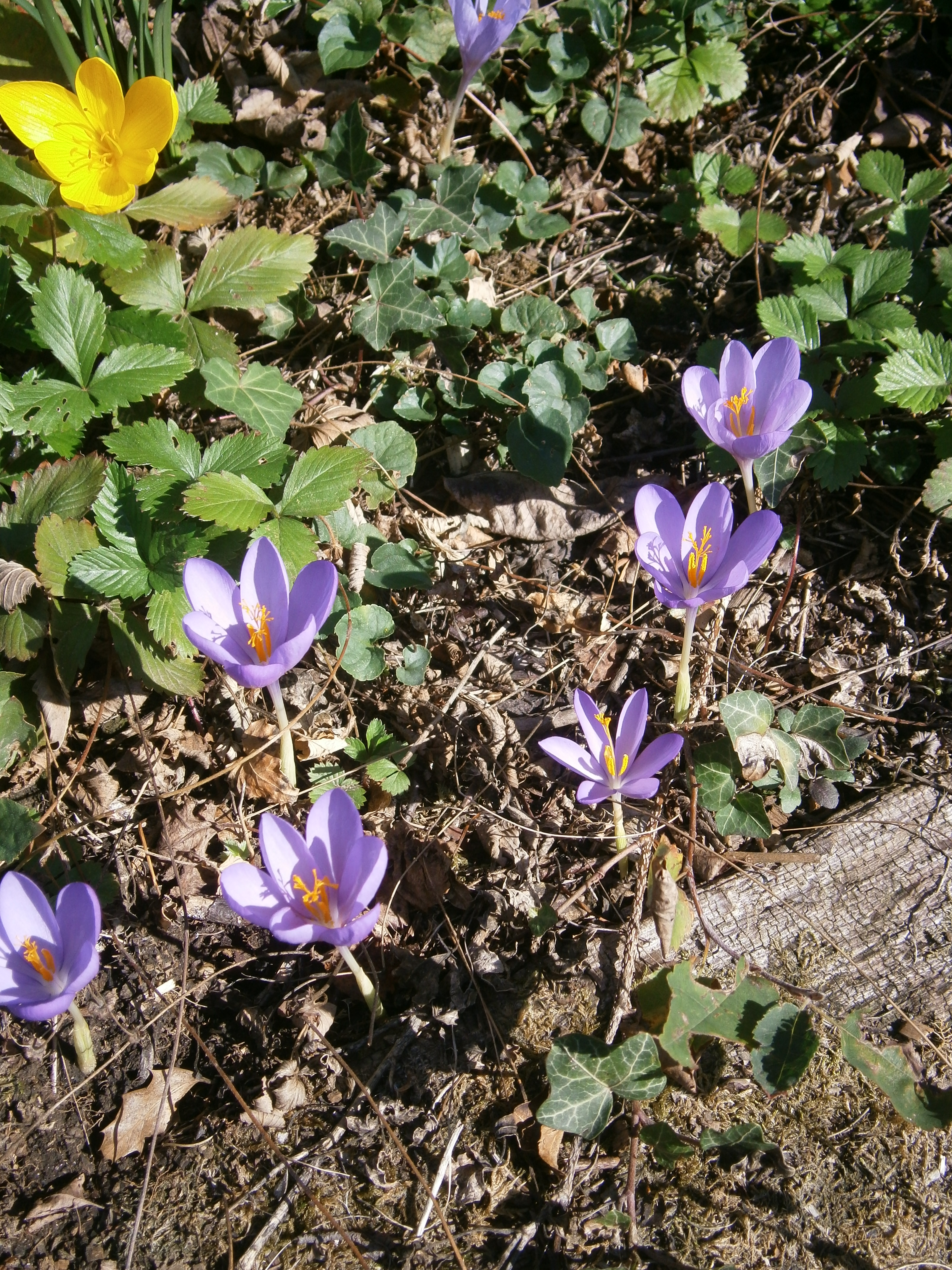
Ce crocus forme des tapis lâches
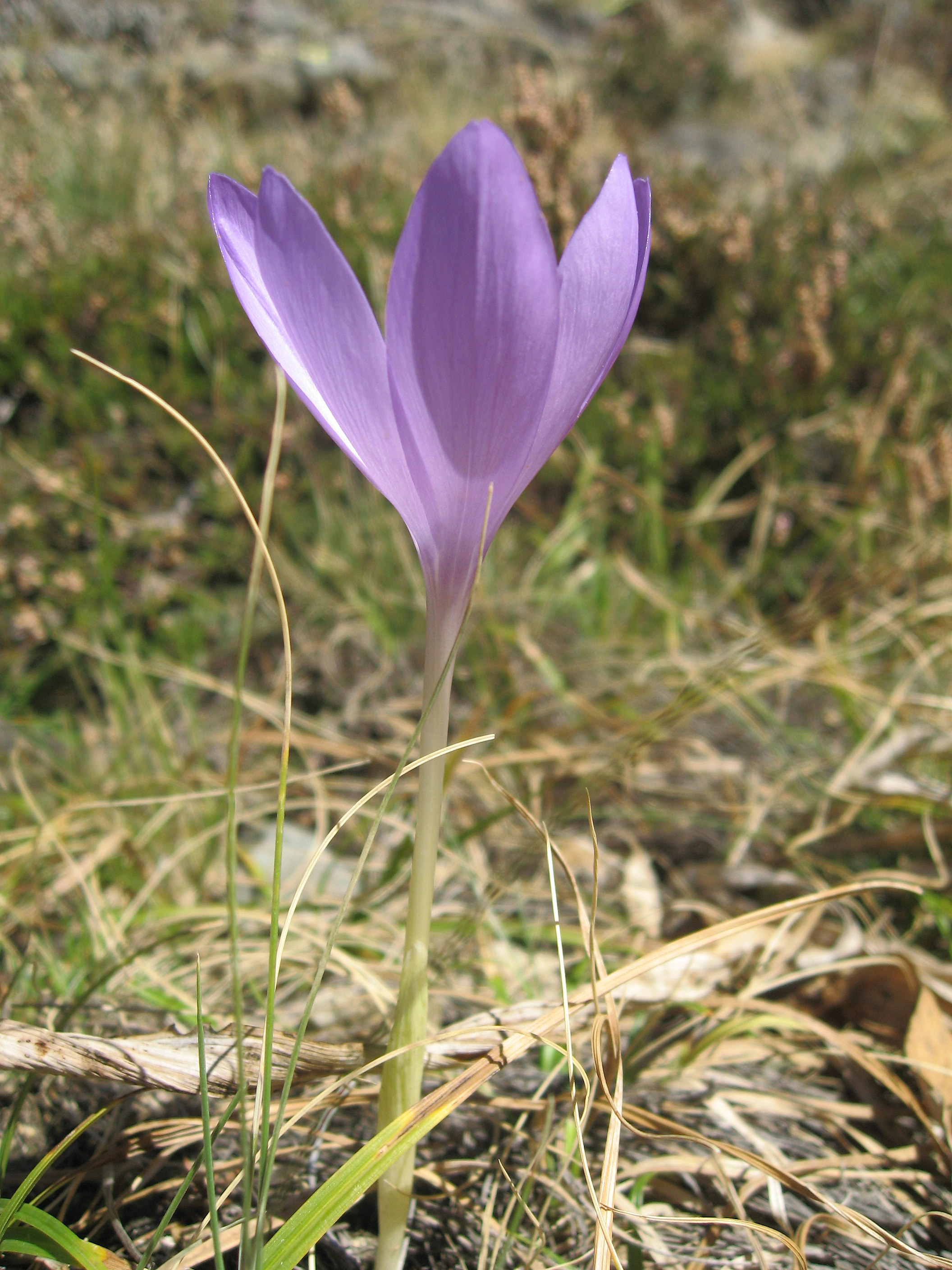
Vue extérieure
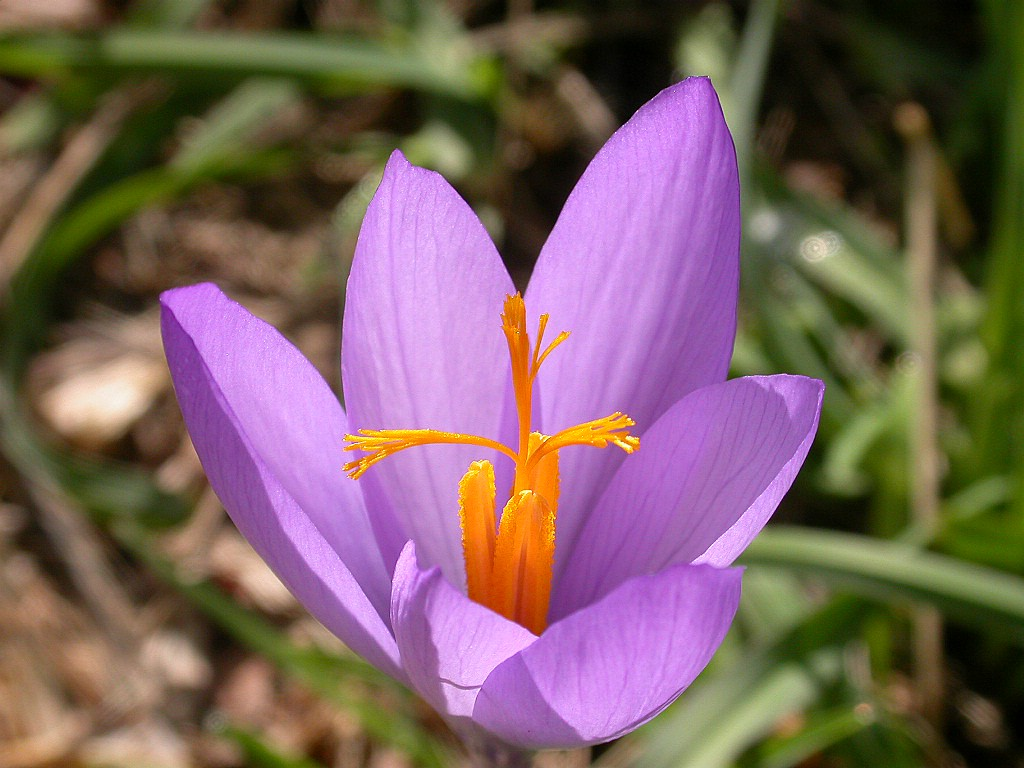
Détail d'une fleur

## Synonymes
Base de données des Trachéophytes de France métropolitaine 
- Crocus aphyllus Ker Gawl. [1805, in K.D.Konig & Sims ; Ann. Bot. (König & Sims), 1 : 222]
- Crocus fimbriatus Lapeyr. [1813, Hist. Abr. Pyr., 22]
- Crocus medius Balb. [1801, Elenco, 83]
- Crocus multifidus Ramond [1800, Bull. Sci. Soc. Philom. Paris, 2 : 129, tab. 8]
- Crocus pyrenaeus Herb. [1847, J. Hort. Soc. London, 2 : 255]
- Crocus speciosus Wilson [1831, Engl. Bot., Suppl. : tab. 2752]